# Wharetamore Rapids
Die Wharetamore Rapids sind Stromschnellen des Whakatāne River in der Region Bay of Plenty auf der Nordinsel Neuseelands. Sie liegen nahe stromabwärts der Nihootekiore Rapids sowie östlich der Ortschaft Murupara im Gebiet des Te Urewera.